# Río Jalgar
El río Jalgar es un curso fluvial de Cantabria (España) perteneciente a la cuenca hidrográfica del río Nansa, al cual afluye. Tiene una longitud de 5707 kilómetros, con una pendiente media de 11,8°. 
Nace a 1200 m s. n. m. (metros sobre el nivel del mar), en la cuenca formada entre el cueto de la Concilla y el cueto de los Escajos.